# Mannheimer Wählervereinigung
Die Mannheimer Wählervereinigung war eine Wählergruppe, die bei der Kommunalwahl 1956 3,4 Prozent der Stimmen und ein Mandat im Gemeinderat erzielte. Zur Kommunalwahl 1959 wurde die Liste der Wählervereinigung nicht zugelassen, weil sie als Tarnliste der verbotenen Kommunistischen Partei Deutschlands (KPD) eingestuft wurde.
Zum Zeitpunkt des KPD-Verbots durch das Bundesverfassungsgericht im August 1956 war die KPD mit 4 von 48 Gemeinderäten im Mannheimer Kommunalparlament vertreten: Peter Eimuth, Anette Langendorf, August Locherer und Kurt Weber. Gemäß dem damaligen baden-württembergischen Kommunalwahlrecht wurde alle drei Jahre die Hälfte des Gemeinderats neu gewählt. Eimuth und Locherer waren bis November 1956 gewählt, Langendorf und Weber bis November 1959. Das Verbotsurteil traf keine Aussage zu den Kommunalmandaten der KPD; im baden-württembergischen Kommunalwahlrecht war kein Mandatsverlust beim Verbot einer Partei vorgesehen, so dass die Mandatsträger der KPD als Parteilose dem Gemeinderat weiterhin angehörten.
Zur Kommunalwahl am 15. November 1956 kandidierten Locherer und Eimuth auf den Plätzen drei und sechs der neu gegründeten Mannheimer Wählervereinigung. Listenführer war Eugen Straub, seinerzeit Vorsitzender des Touristenvereins „Die Naturfreunde“ in Mannheim. Straub war kein KPD-Mitglied; 1987 gab er an, die Partei in der Illegalität finanziell unterstützt zu haben. Durch Kumulieren und Panaschieren rückten Locherer und Eimuth auf die beiden ersten Plätze vor; mit 3,4 Prozent erzielte die Wählergruppe ein Mandat, das Locherer wahrnahm. Der Gemeindewahlausschuss hatte die Wählergruppe zugelassen, weil er keine ausreichende Belege dafür sah, dass es sich um eine Ersatzorganisation der KPD handelte. Eine Anfrage bei der Kriminalpolizei hatte ergeben, dass rund 60 Prozent der Kandidaten KPD-Mitglieder waren. Allerdings basierten die Polizeierkenntnisse auf veralteten Mitgliedslisten.
Das kommunalpolitische Programm der Wählervereinigung richtete sich nicht allein an KPD-Wähler, sondern auch an Nichtwähler und Wähler anderer Parteien: Gefordert wurde eine „echte Selbstverwaltung“; thematisiert wurden Auswirkungen der Wiederaufrüstung auf kommunaler Ebene. Im Wahlkampf wirkte sich die Niederschlagung des ungarischen Volksaufstandes negativ aus.
Bei der Kommunalwahl im November 1959 reichte die Wählervereinigung einen Wahlvorschlag ein, bei dem Straub erneut Spitzenkandidat war und Eimuth, Langendorf und Weber auf den weiteren Plätzen folgten. Nach Auskunft des Mannheimer Polizeipräsidiums waren 11 der 24 Kandidaten ehemalige KPD-Mitglieder. Der Gemeindewahlausschuss ließ den Wahlvorschlag nicht zu, da es sich um eine kommunistische Tarnliste handele. Der Gemeinderat bestätigte die Entscheidung bei Stimmenthaltung der SPD. Die Sozialdemokraten argumentierten, der Kommunismus müsse politisch und nicht durch Polizeimaßnahmen überwunden werden. Die Mannheimer Stadtverwaltung hatte auf die Nichtzulassung der als kommunistische Tarnliste eingestuften Stuttgarter Wählervereinigung bei der Kommunalwahl 1956 verwiesen – eine Entscheidung, die im Mai 1958 vom Bundesverwaltungsgericht bestätigt worden war.
August Locherer wurde 1962 für die Deutsche Friedens-Union wiedergewählt und blieb bis 1977 Gemeinderat; zuletzt vertrat er die Deutsche Kommunistische Partei (DKP). Die DKP verlor ihr Mandat bei der Kommunalwahl 1994.